# Erykah Badu
Erykah Badu, eredetileg Erica Abi Wright, (Carle Place, Texas, Amerikai Egyesült Államok, 1971. február 26. –) ötszörös Grammy-díjas amerikai énekesnő.

## Pályafutása
Az amerikai soul, Rhythm and blues énekesnő először 14 évesen került mikrofonközelbe, azóta hatalmas sikereket ér el dalaival, The Roots-szal való együttműködésével és a Blues Brothers 2000-ben kapott szerepével.  Példaképei közt van Stevie Wonder, Marvin Gaye és Chaka Khan.

## Diszkográfia

### Albumok
- Baduizm (1997)
- Baduizm Live (1997)
- Mama’s Gun (2000)
- Live in L.A. (2001)
- Worldwide Underground (2003)
- New Amerykah Part One (4th World War) (2008)
- Live (2009)
- New Amerykah Part Two (Return of The Ankh) (2010)
- Greatest Hits (2CD) (2010)

### Kislemezek
- On & On (1997)
- Next Lifetime (1997)
- Otherside of the Game (1997)
- Apple Tree (1997)
- Tyrone (1997)
- Southern Girl (1999)
- Bag Lady (2000)
- Didn’t Cha Know (2000)
- Clever (2001)
- Love of My Life (An Ode to Hip-Hop) (2002)
- Danger (2003)
- Back in the Day (2004)
- Honey (2007)

## Más előadókkal

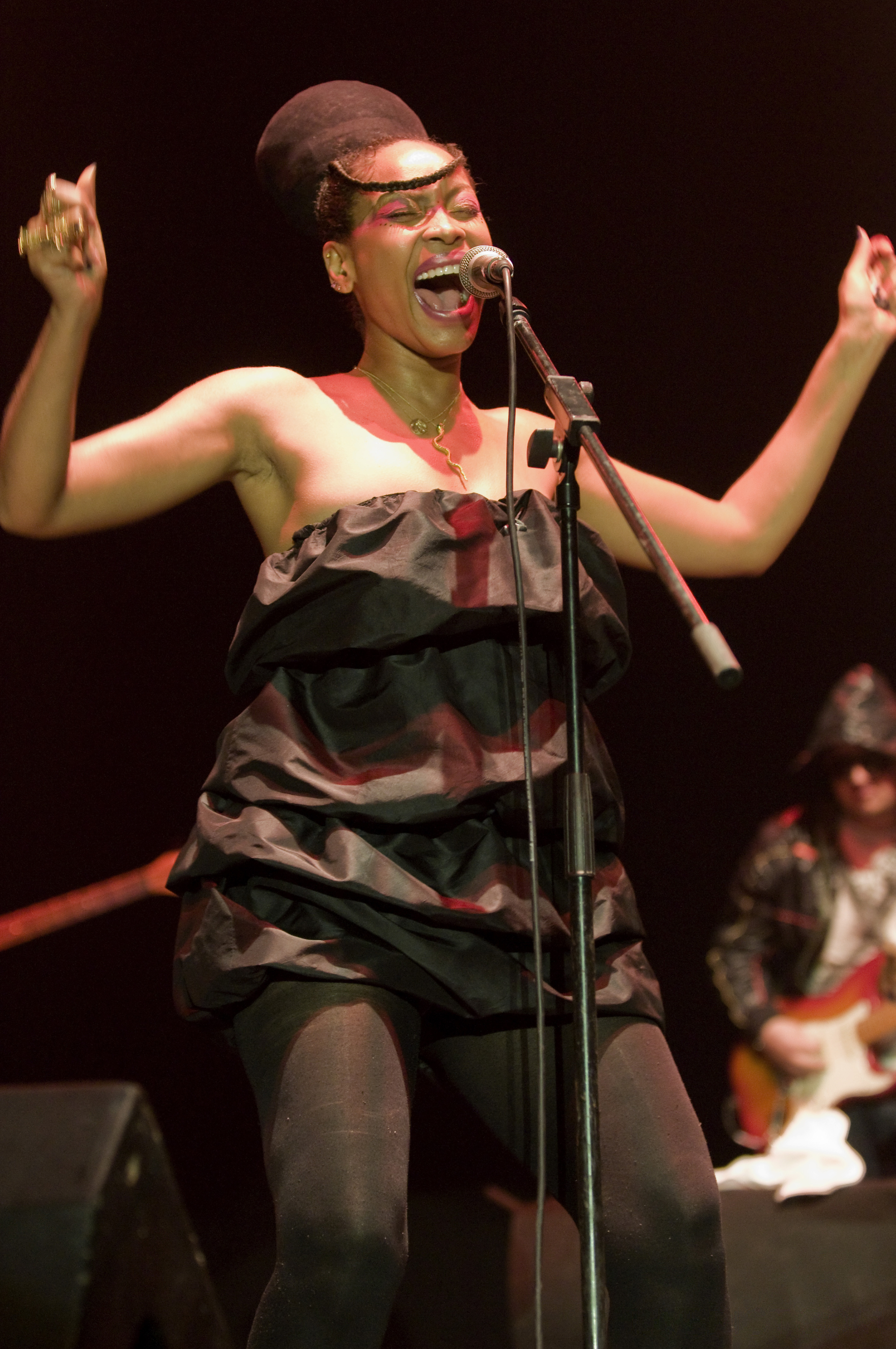
Erykah Badu 2008-ban

- Your Precious Love / D'Angelo  (High School High filmzene) (1996)
- One / Busta Rhymes (When Disaster Strikes)(1997)
- All Night Long / Common's (One Day It'll All Make Sense) (1997)
- The 'Notic / The Roots & D'Angelo (Men In Black filmzene) (1997)
- Ye Yo (Hav Plenty filmzene)(1998)
- Funky Nassau / Various Artists  (Blues Brothers 2000 filmzene) (1998)
- Liberation / Outkast (Aquemini)(1998)
- You Got Me / The Roots (Things Fall Apart)(1999)
- Be Thankful / Omar (Best By Far) (1999)
- No More Trouble / Bob Marley (Chant Down Babylon) (1999)
- Plenty / Guru (Jazzmatazz, Vol. 3: Streetsoul) (2000)
- Hollywood / Bamboozled filmzene (2000)
- The Light Remix (for U) / Common (Bamboozled filmzene) (2000)
- The Blast Remix / Talib Kweli & Hi-Tek (2000)
- Humble Mumble / Outkast (Stankonia) album (2000)
- Southern Girl / Rahzel (Make The Music 2000) (2001)
- Sweet Baby / Macy Gray (The Id album)(2001)
- Today (Earth Song) / Red Star Sounds Vol. 1: Soul Searching (2001)
- Love of My Life (An Ode to Hip Hop) / Common. (Brown Sugar filmzene) (2002)
- Aquarius & Jimi Was a Rock Star & Heaven Somewhere / Common's (Electric Circus) (2002)
- Remix (Closer) / Common (Come Close remix kislemez) (2003)
- Poetry / Roy Hargrove (The RH Factor: Hard Groove) (2003)
- Akai Inochi / MISIA (MARS & ROSES)(2003)
- Bandy Bandy / Zap Mama (Ancestry in Progress)(2004)
- Searching & Searching (Extended Version) / Roy Ayers (Mahogany Vibe) (2004)
- Blast / Talib Kweli (Block Party filmzene) (2006)
- The Light / Common & Bilal (Block Party filmzene) (2006)
- Back in the Day (Block Party filmzene)(2006)
- You Got Me / The Roots & Jill Scott (Block Party filmzene) (2006)
- That Heat / Sérgio Mendes (Timeless)(2006)
- Get Live / Strange Fruit Project (The Healing)(2006)
- Ain’t No Mistaken (Danger part II) / Big Tuck (The Absolute Truth) (2006)
- I'm in love with You / Stephen Marley / Mamma's Gun album (2001)
- Heaven for the Sinner / Bonobo / "The North Borders" album (2013)

## Filmek
- Blues Brothers 2000 (1998)
- Árvák hercege (The Cider House Rules) (1999)
- House of D (2004)
- Kid's lives ... Starring Erykah Badu (2004)
- Dave Chappelle's Block Party (2006)
- Before the Music Dies (2006)(dokumentumfilm)

## További információ
- Hivatalos oldal
- Erykah Badu a Facebookon
- Erykah Badu az Internet Movie Database-ben (angolul)
- Erykah Badu a Rotten Tomatoeson (angolul)